# Chenopodium
Chenopodium  L. 1753 è un genere di piante spermatofite appartenenti alla famiglia delle Amaranthaceae, dall'aspetto di piccole erbacee annuali o perenni dalla tipica infiorescenza a pannocchia.

## Etimologia
Il nome generico (Chenopodium) deriva dalla particolare conformazione delle foglie simile al piede dell'oca: dal greco ” chen” (= oca) e ” pous” (= piede) oppure ” podion” (= piccolo piede) È stato il botanico francese Joseph Pitton de Tournefort (Aix-en-Provence, 5 giugno 1656 – Parigi, 28 dicembre 1708) che per primo pensò ad una tale allusione per il nome di queste piante. In effetti la forma delle foglie di queste piante hanno da sempre colpito la fantasia delle varie popolazioni: sia gli inglesi che i francesi o i tedeschi mantengono la stessa etimologia, ad esempio Goosefoot per gli inglesi oppure Gänsefuss per i tedeschi.

Il nome scientifico attualmente accettato di questo genere (Chenopodium) è stato proposto da Linneo nella pubblicazione Species Plantarum del 1753.

## Descrizione
I dati morfologici si riferiscono soprattutto alle specie europee e in particolare a quelle spontanee italiane.

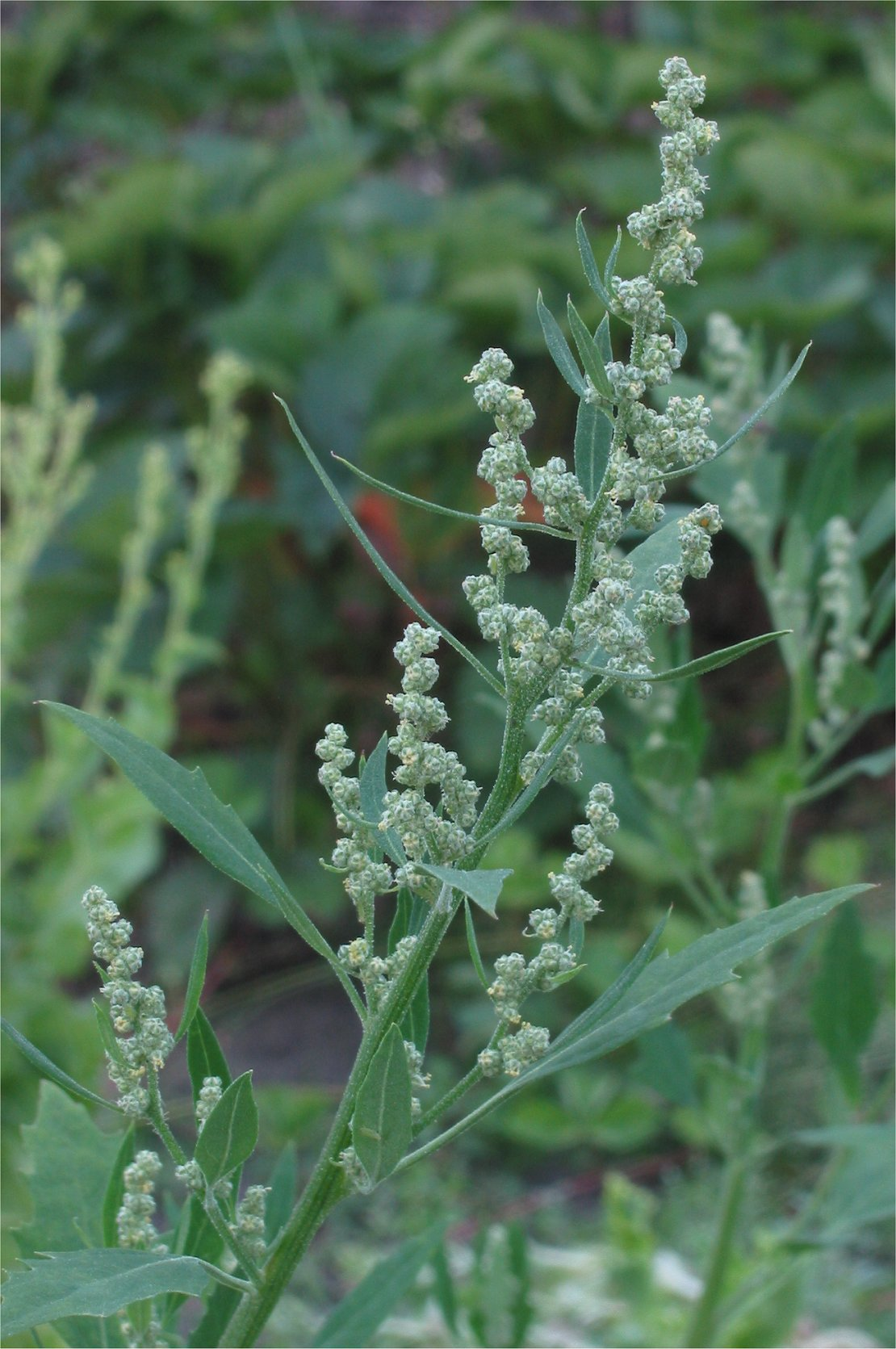
Il portamento (Chenopodium album)

Sono piante perenni o annuali di tipo erbaceo ma a volte quasi arbustivo altre suffruticoso (ma raramente) con portamento eretto-ascendente a forma vagamente piramidale. Alcune specie sono spinose. Queste piante vengono classificate tra le “apetale" in quanto prive di corolla (il perianzio è presente ma ridotto). Si distinguono inoltre in quanto le foglie sono prive di ocrea e la pianta non ha lattice e in genere sono glabre (al massimo hanno dei peli vischiosi). Possiedono un odore erbaceo sgradevole (di cedronella) e un caratteristico “indumento” farinoso (vedi il nome comune) sui fusti e sulle foglie. L'altezza di queste piante può oscillare da un decimetro a oltre un metro (oltre 2 – 3 metri e più per le specie tropicali). La forma biologica prevalente della specie è terofita scaposa (T scap), mentre alcune specie sono emicriptofite scapose (H scap).

### Radici
Le radici possono essere secondarie da rizoma oppure fittonanti (secondo il ciclo biologico della specie).

### Fusto
- Parte ipogea: la parte sotterranea del fusto può essere un rizoma, oppure semplicemente un fittone annuo.
- Parte epigea: la parte aerea del fusto è eretta-ascendente con la superficie solcata e la forma cilindrica. I fusti sono semplici o scarsamente ramosi. Possono avere delle ghiandole oleifere.

### Foglie
La disposizione delle foglie lungo il fusto è alterna. La forma delle foglie può essere saettiformi, triangolari-astate oppure romboidali con base più o meno troncata, ma anche lanceolate, lineari o oblunghe. Il margine delle foglie può essere intero, ondulato, crenulato, dentato  (a volte alla base della foglie sono presente due denti più pronunciati) o lobato. La larghezza massima della foglie generalmente è nella parte inferiore della lamina. Il colore delle foglie è verde ma può essere anche glauco e generalmente sono farinose (almeno di sotto). Le foglie sono picciolate e spesso si trovano all'ascella delle infiorescenze (foglie di tipo bratteale).

### Infiorescenza
L'infiorescenza è priva di brattee ma in genere è fogliosa nella parte basale; la forma è quella di una spiga di densi glomeruli informi interrotta o continua. Ogni glomerulo contiene diversi fiori globosi sessili verdastri o di altri colori (rossastri). L'infiorescenza è principalmente terminale; sono comunque presenti dei brevi glomeruli di fiori all'ascella delle foglie inferiori. A volte la parte terminale dell'infiorescenza può essere piegata dal proprio peso. 

### Fiore
I fiori sono ermafroditi (raramente unisessuali: in questo caso i fiori terminali sono maschili, mentre quelli laterali sono femminili), tetrameri o pentameri (i vari verticilli – calice e stami - sono formati da 4 - 5 parti) e attinomorfi. Il colore dei fiori è verde, biancastro o rossiccio. Il perianzio è persistente alla fruttificazione.
- Formula fiorale:

* P 3-5, A 2-5, G (2)  (supero)
- Calice: il calice è formato da 3 - 5 parti più o meno saldate alla base ma libere alle estremità. Questi elementi in questo caso vengono chiamati tepali o anche sepaloidi. La parte libera è ellittica con apice ottuso. La consistenza è erbacea. Anche questi elementi sono farinosi e ricoprono gran parte (ma non del tutto) il frutto a maturità.
- Corolla: la corolla è assente (dato caratteristico di tutto il genere, ma anche della famiglia).
- Androceo: gli stami sono 5 nei fiori terminali dell'infiorescenza, mentre nei fiori in altre posizioni più laterali gli stami possono essere in numero minore (anche 2); la posizione degli stami è opposta ai tepali (obdiplostemonia).
- Gineceo: gli stili possono essere due con stimma bifido[5]. Il gineceo è bi-carpellare su un ovario supero uni-loculare con placenta centrale libera (dalla quale si può sviluppare una capsula monosperma).
- Fioritura: primavera-estate.
- Impollinazione: tramite insetti.

### Frutti
Il frutto è una capsula (ma in alcuni casi è una bacca) che alla maturità diventa carnosa e succosa e con indeiscenza irregolare. Ogni frutto contiene un solo seme bruno-lucente (o opaco) rotondeggiante in posizione verticale o orizzontale. L'embrione è rotondeggiante a ferro di cavallo. Il pericarpo (parte esterna del frutto) è aderente oppure no.

## Distribuzione e habitat
Le piante di questo genere sono ampiamente diffuse nelle regioni temperate di tutto il globo. Se introdotte in una certa zona facilmente s'insediano lungo i margine delle strade, fra le macerie e i luoghi ruderali, ma anche nei centri cittadini. Sui rilievi vegetano fra la zona mediterranea dell'ulivo e quella submontana del castagno. Possono giungere fino al limite delle conifere e delle faggete.

Della ventina di specie spontanee della flora italiana 16 vivono sull'arco alpino. La tabella seguente mette in evidenza alcuni dati relativi all'habitat, al substrato e alla diffusione delle specie alpine.
| Specie                    | Comunità vegetali | Piani vegetazionali         | Substrato | pH            | Livello trofico | H2O   | Ambiente    | Zona alpina                          |
| ------------------------- | ----------------- | --------------------------- | --------- | ------------- | --------------- | ----- | ----------- | ------------------------------------ |
| Ch. album                 | 2                 | collinare montano           | Ca Si     | neutro        | alto            | secco | B1 B2 B4 B5 | tutto l'arco alpino (escl. TO)       |
| Ch. album subsp. striatum | 2                 | collinare                   | Ca Si     | neutro        | alto            | secco | B2          | TN BZ                                |
| Ch. ambrosioides          | 2                 | collinare                   | Ca Si     | neutro        | alto            | medio | B2          | tutto l'arco alpino (escl. UD)       |
| Ch. botrys                | 2                 | collinare                   | Ca Si     | neutro        | alto            | arido | B2          | tutto l'arco alpino (escl. CN VA)    |
| Ch. ficifolium            | 2                 | collinare                   | Ca Ca/Si  | basico-neutro | alto            | umido | B1 B2 B5    | NO SO BS TN BZ BL                    |
| Ch. foliosum              | 2                 | collinare montano subalpino | Ca Si     | neutro        | alto            | secco | B4          | SO TN BZ BL                          |
| Ch. glaucum               | 2                 | collinare                   | Ca Ca/Si  | basico-neutro | alto            | umido | B2 B5       | TO AO BS SO BZ BL UD                 |
| Ch. hybridum              | 2                 | collinare montano           | Ca Ca/Si  | basico-neutro | alto            | medio | B1 B2       | CN TO AO SO TN BZ BL UD              |
| Ch. opulifolium           | 2                 | collinare                   | Ca Si     | neutro        | alto            | secco | B2          | CN VC NO CO SO BS TN UD              |
| Ch. urbicum               | 2                 | collinare                   | Ca Si     | neutro        | alto            | secco | B1          | TO CN AO NO CO SO BG TN UD           |
| Ch. vulvaria              | 2                 | collinare                   | Ca Si     | neutro        | alto            | secco | B1 B2       | tutto l'arco alpino (escl. VC VA UD) |

Legenda e note alla tabella.

Per il “substrato” con “Ca/Si” si intendono rocce di carattere intermedio (calcari silicei e simili); vengono prese in considerazione solo le zone alpine del territorio italiano (sono indicate le sigle delle province).
Comunità vegetali:
2   = comunità terofiche pioniere nitrofile
5   = comunità perenni nitrofile
Ambienti:
B1 = campi, colture e incolti
B2 = ambienti ruderali, scarpate
B4 = riposi del bestiame
B5 = rive, vicinanze corsi d'acqua
B7 = parchi, giardini, terreni sportivi

## Tassonomia
La famiglia delle Amaranthaceae è abbastanza numerosa con 170 generi e circa 2400 specie; mentre il genere Chenopodium comprende oltre 150 specie, abbondantemente presenti nelle zone temperate dell'emisfero boreale e australe. Sul territorio italiano sono una ventina le specie presenti spontaneamente.
Tutto il genere viene considerato di difficile classificazione ed è ancora superficialmente capito. Pignatti a proposito del Gruppo Chenopodium album lo definisce “un groviglio di forme quasi inestricabile”
Non tutti gli autori sono concordi sulla consistenza numerica del genere. Ad esempio alcuni testi considerano le seguenti due specie: Chenopodium foliosum Asch. compreso nel genere Blitum. Mentre altri autori hanno spostato al genere  Dysphania le seguenti specie: Chenopodium ambrosioides L. e  Chenopodium anthelminticum L.
Data la complessità del genere le varie specie sono raggruppate in sezioni, sottosezioni o sottogeneri. L'elenco che segue indica alcune di queste sottodivisioni:
- Sect. Agathophyton (Moq.) Benth. & Hook. f. (1880)
- Sect. Ambrina Hook. f.
- Sect. Botryoides C.A. Mey. (1829)
- Sect. Chenopodium
- Sect. Degenia Aellen (1926)
- Sect. Glauca Ignatov (1988)
- Sect. Grossefoveata Aellen & Iljin ex Mosyakin (1993)
- Sect. Orthosporum R. Br. (1810)
- Sect. Pseudoblitum Benth. & Hook. f. (1880)

### Specie spontanee della flora italiana
Per meglio comprendere ed individuare le varie specie del genere (solamente per le specie spontanee della flora italiana) l'elenco che segue utilizza in parte il sistema delle chiavi analitiche.
- SEZIONE A : gruppo di piante pubescenti-vischiose con odore aromatico;
  - Gruppo 1A : le foglie sono a forma pennata;

- Chenopodium multifidum L. - Farinello multifido: il portamento del fusto è prostrato; l'infiorescenza è fogliosa. L'altezza della pianta varia da 20 a 60 cm; il ciclo biologico è perenne; la forma biologica è terofita scaposa (T scap); il tipo corologico è Sudamericano; l'habitat tipico le zone a macerie e ruderi; la diffusione sul territorio italiano è discontinua – è considerata specie rara; l'altitudine sui rilievi arriva fino a 600 m s.l.m..
- Chenopodium botrys L. - Farinello botri: il portamento del fusto è eretto; l'infiorescenza è scarsamente fogliosa. L'altezza della pianta varia da 10 a 40 cm; il ciclo biologico è annuale; la forma biologica è emicriptofita scaposa (H scap); il tipo corologico è Subcosmopolita; l'habitat tipico le zone incolte e le macerie; è diffusa su tutto il territorio italiano; l'altitudine sui rilievi arriva fino a 1200 m s.l.m..

- - Gruppo 1B - Gruppo di C. ambrosioides : le foglie sono intere e lanceolate (solo le più grandi sono lobate); questo gruppo è composto da piante extraeuropee naturalizzate sul territorio italiano in seguito a coltivazioni come piante officinali;
    - Gruppo 2A : la pelosità della pianta si presenta sui fusti e sulla pagina inferiore delle foglie;

- Chenopodium ambrosioides L. - Farinello aromatico: la forma delle foglie è lanceolata  con bordi sinuato-dentati; l'infiorescenza è formata da numerosi glomeruli posti all'ascella di brevi foglie bratteali. L'altezza della pianta varia da 30 a 80 cm; il ciclo biologico è annuale; la forma biologica è emicriptofita scaposa (H scap); il tipo corologico è Cosmopolita; l'habitat tipico le zone ruderali e le macerie; è diffusa su tutto il territorio italiano; sui rilievi arriva fino ad una l'altitudine di 800 m s.l.m..
- Chenopodium integrifolium Woroshilov - Farinello integrifoglio: la forma delle foglie è lineare-lanceolata con bordi quasi interi; l'infiorescenza è formata da singoli glomeruli posti all'ascella di foglie bratteali. L'altezza della pianta varia da 30 a 80 cm; il ciclo biologico è annuo; la forma biologica è terofita scaposa (T scap); il tipo corologico è Subcosmopolita.

- -     - Gruppo 2B : tutta la pianta è abbondantemente pelosa (sia su fusti che sulle foglie); il bordo delle foglie è dentato; l'infiorescenza è allungata;

- Chenopodium suffruticosum Willd. - Farinello suffruticoso: l'altezza della pianta varia da 30 a 80 cm; il ciclo biologico è perenne; la forma biologica è camefita suffruticosa (Ch suffr); il tipo corologico è Sudamericano; l'habitat tipico le zone ruderali; è rara e si trova solo in alcune località del centro e sud Italia; sui rilievi arriva fino ad una l'altitudine di 600 m s.l.m..

- SEZIONE B : le piante sono glabre con odore sgradevole; i rami dell'infiorescenza sono spinosi nella parte apicale; le foglie hanno una forma lineare-spatolata;

- Chenopodium aristatum L. - Farinello aristato: l'altezza della pianta varia da 10 a 30 cm; il ciclo biologico è annuo; la forma biologica è terofita scaposa (T scap); il tipo corologico è Circumboreale; l'habitat tipico le zone sabbiose; è rara e si trova in alcune zone del versante Adriatico al nord; sui rilievi arriva fino ad un'altitudine di 600 m s.l.m..

- SEZIONE C : gruppo di piante glabre con odore sgradevole e con foglie la cui larghezza si presenta nella metà inferiore, di colore verde e aspetto farinoso su entrambe le facce;
  - Gruppo 1A : le foglie sono intere;
  - Gruppo 1B : le foglie sono parzialmente lobate (o almeno dentate);
    - Gruppo 2A - Gruppo di C. foliosum : l'infiorescenza consiste in una spiga discontinua posta all'apice del fusto; la caratteristica di questo gruppo sono i glomeruli dei fiori a consistenza carnosa (quasi delle bacche) di colore rosso (alcuni autori considerano queste due specie come un genere a parte con il nome di Blitum);

- Chenopodium foliosum Asch. - Farinello foglioso: l'infiorescenza è una spiga fogliosa fino all'apice; i semi sono arrotondato sul dorso. L'altezza della pianta varia da 20 a 80 cm; il ciclo biologico è annuo; la forma biologica è terofita scaposa (T scap); il tipo corologico è Sud Europeo; è una pianta naturalizzata nelle vali alpine; è una specie rara e si trova solo nelle Alpi Centrali; sui rilievi si trova dai 800 fino a 2200 m s.l.m..

- -     - Gruppo 2B : l'infiorescenza consiste in una pannocchia ramificata; i fiori non sono carnosi;
      - Gruppo 3A : i rami delle pannocchie sono fogliosi fino in alto; i vari elementi della pianta (fusti, foglie e fiori) sono arrossati;

- Chenopodium botryodes Sm. - Farinello a grappolo: i fiori laterali hanno i sepali concresciuti fino all'apice; le spighe sono prive di foglie bratteali. L'altezza della pianta varia da 10 a 40 cm; il ciclo biologico è annuo; la forma biologica è terofita scaposa (T scap); il tipo corologico è Subcosmopolita; l'habitat tipico sono le zone ruderali fangose; in Italia ha una distribuzione discontinua (Lazio, Campania e litorale veneto; sui rilievi arriva fino ad un'altitudine di 200 m s.l.m..

- -     -       - Gruppo 3B : i rami delle pannocchie sono fogliosi solo nella parte basale; i vari elementi della pianta (fusti, foglie e fiori) sono verdi;
        - Gruppo 4A : la base delle foglie è tronca o cuoriforme; il diametro dei semi è di 1,75 – 2 mm;

- Chenopodium hybridum L. - Farinello ibrido: l'altezza della pianta varia da 30 a 80 cm; il ciclo biologico è annuo; la forma biologica è terofita scaposa (T scap); il tipo corologico è Circumboreale; l'habitat tipico sono le zone ruderali e le colture; in Italia ha una distribuzione quasi totale; sui rilievi arriva fino ad una altitudine di 1300 m s.l.m..

- -     -       -         - Gruppo 4B : la base delle foglie è ottusa o cuneata; il diametro dei semi è minore di 1,5 mm;

- Chenopodium urbicum L. - Farinello pie' d'oca: i semi sono lucidi ed hanno un diametro di 0,9 – 1,3 mm; l'infiorescenza non è farinosa. L'altezza della pianta varia da 30 a 80 cm; il ciclo biologico è annuo; la forma biologica è terofita scaposa (T scap); il tipo corologico è Subcosmopolita; l'habitat tipico sono le zone ruderali e le macerie nei centri abitati; in Italia è come ovunque; sui rilievi arriva fino ad una altitudine di 800 m s.l.m..
- Chenopodium murale L. - Farinello murale: i semi sono opachi ed hanno un diametro di 1,2 – 1,5 mm; l'infiorescenza è farinosa. L'altezza della pianta varia da 15 a 60 cm; il ciclo biologico è annuo; la forma biologica è terofita scaposa (T scap); il tipo corologico è Subcosmopolita; l'habitat tipico sono le zone ruderali e gli incolti; in Italia è comemune ovunque; sui rilievi arriva fino ad una altitudine di 900 m s.l.m..

- SEZIONE D : gruppo di piante glabre con odore sgradevole e con foglie la cui larghezza si presenta nella metà inferiore, e bianco-farinose sulla faccia inferiore;
  - Gruppo 1A : il bordo delle foglie è quasi intero; la pianta odora di pesce marcio;

- Chenopodium vulvaria L. - Farinello puzzolente: l'altezza della pianta varia da 10 a 40 cm; il ciclo biologico è annuo (raramente bienne); la forma biologica è terofita scaposa (T scap); il tipo corologico è Eurimediterraneo; l'habitat tipico sono le zone abitate; in Italia è presente ovunque ma è considerata rara; sui rilievi arriva fino ad una altitudine di 800 m s.l.m..

- - Gruppo 1B :  il bordo delle foglie è dentato o lobato (quelle inferiori); la pianta ha un odore erbaceo;
    - Gruppo 2A : la pagina superiore delle foglie è lucida ed ha una forma triangolare con base piana;

- Chenopodium urbicum L. - Farinello pie' d'oca (vedere Sezione C, Gruppo 4B).

- -     - Gruppo 2B : la pagina superiore delle foglie è opaca ed ha una forma lanceolata-ovata con base arcuata;
      - Gruppo 3A : le foglie sono profondamente trilobate; la superficie del seme è opaca e punteggiata;

- Chenopodium ficifolium Sm. - Farinello con foglie di fico: l'altezza della pianta varia da 30 a 80 cm; il ciclo biologico è annuo; la forma biologica è terofita scaposa (T scap); il tipo corologico è Paleotemperato; l'habitat tipico sono gli incolti; la diffusione in Italia è discontinua ed è considerata rara; sui rilievi arriva fino ad una altitudine di 600 m s.l.m..

- -     -       - Gruppo 3B : le foglie sono debolmente dentate; la superficie del seme è lucida;
        - Gruppo 4A : le foglie hanno una forma lanceolata o quasi romboidale, ma comunque più lunghe che larghe; all'apice sono acute;
          - Gruppo 5A : il colore delle foglie è verde-biancastro o glauco; sono inoltre lunghe meno di 6 cm;
            - Chenopodium album L. - Farinello comune: entrambe le facce delle foglie sono farinose, come pure l'infiorescenza; la disposizione dei semi è orizzontale. L'altezza della pianta varia da 10 a 120 cm; il ciclo biologico è annuo; la forma biologica è terofita scaposa (T scap); il tipo corologico è Subcosmopolita; l'habitat tipico sono gli incolti, ruderi e le colture estive-autunnali; in Italia è una pianta comunissima; sui rilievi arriva fino ad una altitudine di 1500 m s.l.m..
            - Chenopodium glaucum L. - Farinello glauco: solo la faccia inferiore delle foglie è farinosa; la disposizione dei semi è verticale. L'altezza della pianta varia da 10 a 50 cm; il ciclo biologico è annuo; la forma biologica è terofita scaposa (T scap); il tipo corologico è Subcosmopolita; l'habitat tipico sono gli incolti e le macerie; è considerata rara e in Italia si trova al nord e in Sardegna; sui rilievi arriva fino ad una altitudine di 1000 m s.l.m..

          - Gruppo 5B : il colore delle foglie è sfumato di violetto-amaranto; sono inoltre lunghe fino a 14 cm;
            - Chenopodium giganteum Don. - Farinello color amaranto: l'altezza della pianta varia da 50 a 300 cm; il ciclo biologico è annuo; la forma biologica è terofita scaposa (T scap); il tipo corologico è Nordindiana; l'habitat tipico sono i ruderi e le colture; è comune ma si trova solo nella pianura lombarda e nell'Abruzzo; sui rilievi arriva fino ad una altitudine di 300 m s.l.m..

        - Gruppo 4A : le foglie hanno una forma ovata con pochi denti basali; sono tanto lunghe quanto larghe; all'apice sono arrotondate;

- Chenopodium opulifolium Schrader - Farinello con foglie di Viburno: l'altezza della pianta varia da 30 a 150 cm; il ciclo biologico è annuo; la forma biologica è terofita scaposa (T scap); il tipo corologico è Paleotemperato; l'habitat tipico sono gli orti, le colture e i luoghi abbandonati; è comune su tutto il territorio italiano; sui rilievi arriva fino ad una altitudine di 800 m s.l.m..

### Sinonimi
Il genere Chenopodium ha avuto nel tempo diverse nomenclature. L'elenco che segue indica alcuni tra i sinonimi più frequenti:
- Baolia H.W.Kung et G.L.Chu
- Meiomeria Standl.
- Neobotrydium Moldenke
- Scleroblitum Ulbr.

### Generi simili
Un genere molto simile al Chenopodium è il genere Blitum Scop. (1772). In effetti alcune specie di Chenopodium sono state trasferite a questo genere la cui caratteristica principale sono i frutti carnosi a forma di bacca e vivacemente colorati di rosso.
Un altro genere affine è Dysphania R. Brown (1810). Anche in questo caso alcune specie di Chenopodium sono “passate” a questo genere. Si tratta comunque di un genere con specie in prevalenza tropicali o subtropicale e quindi non presente in Europa.

## Usi

### Farmacia
Molte specie hanno delle proprietà usate dalla medicina popolare come quelle antiscorbutiche, oppure antelmintica (elimina svariati tipi di vermi o elminti parassiti) proprietà derivata soprattutto dall'olio essenziale chiamato “essenza di chenopodio”.  Altre proprietà sono sempre secondo la medicina popolare: carminative (favorisce la fuoriuscita dei gas intestinali), stomachiche (agevola la funzione digestiva),  antiflogistiche (guarisce dagli stati infiammatori) e digestive in generale. Altre piante come il Chenopodium foetidum sono antispasmodiche (attenua gli spasmi muscolari, e rilassa anche il sistema nervoso) e antireumatiche; mentre il Chenopodium chilense ha proprietà vermifughe (elimina i vermi intestinali).

### Cucina
La specie Chenopodium quinoa era chiamata “riso minore” dalle popolazioni peruviane ed è stata domestica a partire dal 2500 a.c.. È stato uno dei cibi di base dell'alimentazione nelle zone montane dell'America del sud prima che gli europei introdussero in quelle zone i cereali eurasiatici. Conosciuto è anche il Chenopodium virgatum i cui frutti sono simili alla fragola (ma solo morfologicamente).  Il Chenopodium album è coltivato (o veniva coltivato) nell'America boreale dagli indiani del Nuovo Messico e dalle tribù abitatrici dell'Arizona. In certi casi i minuti semi possono essere usati come il “riso” oppure macinati per produrre della farina; altrimenti si consumano le giovani foglie come insalata o in minestra o cotte come gli spinaci. Anche dall'altra parte del mondo (India e zone temperate dell'Himalaya) questa pianta è usata in cucina. L'uso culinario di queste piante è molto antico, da ricerche fatte sembra che gli uomini se ne cibassero già 6000 anni fa.

### Giardinaggio
Le prime notizie certe dell'introduzione, nei giardini europei, di una specie di questo genere (Chenopodium ambrosioides) si hanno nel 1640. Piante da giardino sono: Chenopodium botys per le sue proprietà aromatiche,  Chenopodium purparascens e  Chenopodium amaranticolor per la colorazione dell'infiorescenza, e infine  Chenopodium giganteum per le sue foglie molto ornamentali.